# Tremellales
Tremellales Fr., 1821 è un ordine di funghi  della classe Tremellomycetes.

## Famiglie di Tremellales
Appartengono all'ordine le seguenti famiglie:
- Carcinomycetaceae
- Cuniculitremaceae
- Hyaloriaceae
- Phragmoxenidiaceae
- Rhynchogastremataceae
- Sirobasidiaceae
- Tetragoniomycetaceae
- Tremellaceae
- Trichosporonaceae[1]
- Cryptococcaceae